# Danuta Boba
Danuta Janina Ludwika Boba z Wasinów (Vašinów) (ur. 27 stycznia 1921 w Krakowie, zm. 5 stycznia 2024 w Bielsku-Białej) – polska pedagożka, która jako jedyna w okresie PRL w opozycji do państwowego systemu szkolnictwa prowadziła wraz z mężem Bartłomiejem Marią Bobą edukację domową pięciorga swoich dzieci.

## Życiorys

### Wykształcenie
Ukończyła Liceum im. Adama Mickiewicza w Krakowie. Maturę w klasie humanistycznej zdała z wyróżnieniem. Była prymuską często nagradzaną za wyniki w nauce. Od 10. roku życia udzielała korepetycji nawet dorosłym. Nauczycielki prosiły ją o poprowadzenie lekcji i wytłumaczenie trudniejszych zagadnień. Była członkinią Sodalicji Mariańskiej.
Włada 4 językami obcymi: przez 8 lat uczyła się łaciny, obowiązkowo francuskiego, dodatkowo niemieckiego, a angielskiego prywatnie w czasie wojny.
Planowała zostać dziennikarką. Ostatecznie w 1939 dostała się na Akademię Górniczo-Hutniczą na kierunek hutniczy jako jedna z 3 kobiet. Nie zaczęła studiów z powodu wybuchu II wojny światowej.

### Okres II wojny światowej
Pomagała w szpitalu polowym przy kościele jezuickim. Opatrywała rannych żołnierzy i cywilów. Należała do stowarzyszeń charytatywnych, które pomagały sierotom. Opiekowała się wysiedleńcami ze Wschodu, działając w Polskim Komitecie Opiekuńczym – załatwiała wysiedleńcom sprawy urzędowe, spędzała z nimi czas. Pomagała Żydom (m.in. ocaliła 3 koleżanki z liceum). Aryjska uroda oraz biegła znajomość niemieckiego pomogły jej załatwić sprawy urzędowe. Prowadziła korepetycje, kiedy nie działały już gimnazja, zlikwidowane przez Niemców. Prowadziła przygotowania do tajnej matury.
Pracowała jednocześnie jako uczeń zegarmistrzowski. Zdała egzamin i zdobyła uprawnienia czeladnicze. W obawie przed represjami (jej ojciec Józef Vašina, urodzony na Morawach, które zostały wcielone do III Rzeszy Niemieckiej, odmówił podpisania volkslisty) przeniosła się z rodziną z ul. Zyblikiewicza do pożydowskiej kamienicy przy ul. Krakowskiej. Pomagała rodzicom w sklepie jubilerskim.

### Rodzina
W dniu 15 sierpnia 1944 wyszła za mąż za starszego o 22 lata i pochodzącego z zamożnej włościańskiej rodziny nauczyciela Bartłomieja Marię Bobę, po wojnie działacza antykomunistycznego. Ślub wzięli w kościele pw. Bożego Ciała w Krakowie.
Urodziła pięcioro dzieci: Bogumiłę, bliźniaków Bogusława i Bogdana, Bolesławę i Bożenę. W 1948 rodzina Bobów z trojgiem najstarszych dzieci przeniosła się z Krakowa do Kóz pod Bielskiem.
Od 1984 była wdową. Bartłomiej Boba został pochowany na cmentarzu przy ul. Karpackiej w Bielsku-Białej.

### Domowe nauczanie
W latach 1952–1981, we współpracy z mężem i z jego inspiracji prowadziła edukację domową dzieci. Decyzja ta stała w sprzeczności z powszechnym obowiązkiem szkolnym w PRL. Wartości chrześcijańskie oraz tradycja wychowania i edukacji sprzed II wojny światowej były przyczyną decyzji Bobów o domowej edukacji. Grożono im odebraniem praw rodzicielskich oraz zabraniem dzieci do domu dziecka, nakładano kary pieniężne, funkcjonariusze UB przeszukiwali mieszkanie, demolując je wielokrotnie, osadzano w areszcie Bartłomieja Bobę. Ten, jako absolwent prawa, sam się bronił. Jedna z rozpraw zakończyła się wyrokiem odbierającym Bobom prawa rodzicielskie, ale nie wszedł on w życie. Boba odwoływał się do kolegium przy prezydium Powiatowej Rady Narodowej w Białej, kolegium przy prezydium Wojewódzkiej Rady Narodowej w Stalinogrodzie, Rady Ministrów w Warszawie, Sądu Powiatowego w Bielsku-Białej, Sądu Okręgowego w Katowicach, premiera Józefa Cyrankiewicza i Sądu Najwyższego w Warszawie. W 1961 Sąd Powiatowy w Bielsku-Białej nakazał, by dzieci zdały egzaminy państwowe z programu nauczania obowiązującego w szkole podstawowej. Wyniki były celujące. Po 18 rozprawach sądowych, podczas których Bobowie powoływali się na zagwarantowaną konstytucją wolność wyznania i sumienia, stojącą w sprzeczności z ateistycznym programem polskich szkół powszechnych, uzyskali pomyślny wyrok. Byli jedyną rodziną w powojennej Polsce, która otrzymała pozwolenie na edukację domową ze względu na różnice światopoglądowe.
Bobowie uczyli zagadnień podstawy programowej. Bartłomiej Boba uczył dzieci m.in. języków obcych – niemieckiego i francuskiego (znał też grekę i angielski). Zajęcia prowadzone były w mieszkaniu i na świeżym powietrzu. Obowiązywał podział dnia na lekcje (45 minut) i przerwy. Także starsza córka Bobów uczyła rodzeństwo oraz dzieci sąsiadów, udzielając przez rok korepetycji z matematyki w zamian za tonę węgla. Bobowie wynajmowali też prywatnych nauczycieli dla Bożeny, bowiem nie znali obowiązkowego w programie j. rosyjskiego. Córka miała też prywatnych tutorów do matematyki, fizyki i chemii.
W latach siedemdziesiątych XX w. Danuta Boba jednocześnie pracowała w biurze Spółdzielni Spożywców Społem. Bartłomiej do 1951 był dyrektorem Liceum Rolniczego w Kozach, ale odmowa posłania dzieci do szkoły sprawiła, że został zwolniony z pracy z wilczym biletem. Poświęcił się edukacji dzieci. Bobowie uczyli całą piątkę, najstarszą córkę Bogumiłę aż do matury, inne krócej.
Bogumiła (ur. 1945, Boba) ukończyła medycynę we Wrocławiu, pracuje jako chirurg ogólny i specjalista traumatolog w Szpitalu Wojewódzkim w Bielsku-Białej i Szpitalu Powiatowym w Pszczynie. Była posłanką na Sejm RP I kadencji w latach 1991–1993, od 2006 jest radną powiatu pszczyńskiego.
Syn Bogusław (ur. 1947, pseudonim artystyczny Colin) w latach 1971–1975 pracował w pracowni opraw scenograficznych Telewizji Kraków. Następnie do 1981 był głównym plastykiem Rzeszowa. To wielokrotnie nagradzany artysta malarz i grafik. Jego brat bliźniak Bogdan z wyróżnieniem ukończył inżynierię materiałową i ceramikę na AGH w Krakowie, studia podyplomowe pedagogiczne dla nauczycieli w Wyższej Szkole Biznesu National-Louis University oraz pedagogikę waldorfską (edukację przedszkolną i wczesnoszkolną) w Wyższej Szkole Społeczno-Przyrodniczej im. W. Pola w Lublinie. Jest nauczycielem rzemiosł artystycznych w Wolnej Szkole Waldorfskiej w Krakowie.
Córka Bolesława (ur. 1949, Habdank-Wojewódzka) ukończyła wychowanie plastyczne (dyplom z grafiki) na Uniwersytecie Marii Curie-Skłodowskiej w Lublinie. Pracuje jako nauczycielka wychowania plastycznego i wiedzy o kulturze. Ukończyła też arteterapię na Uniwersytecie Pedagogicznym w Krakowie oraz podyplomowe studia edukacji niezależnej na Uniwersytecie Warszawskim, gdzie wykłada. Jest też absolwentką malarstwa arteterapeutycznego na Uczelni Antropozoficznej Rudolfa Steinera w Dornach w Szwajcarii.
Bożena (ur. 1967, Boba-Dyga) skończyła edukację domową na ósmej klasie szkoły podstawowej. W 1981 rozpoczęła naukę w Liceum im. B. Nowodworskiego w Krakowie. Ukończyła studia na Wydziale Konserwacji i Restauracji Dzieł Sztuki ASP w Krakowie oraz uczelnie w Niemczech. Jest doktorantką na Wydziale Architektury Politechniki Krakowskiej. Dokonała konserwacji zabytków w Bielsku, m.in. wnętrz ratusza, katedry św. Mikołaja, Teatru Polskiego, kościoła ewangelickiego. Była wielokrotnie nagradzana za swoje prace. Prowadziła restaurację zamku w Łańcucie, Zamku Górnego w Wiśle, pałacu w Radziejowicach i Pałacu Sztuki w Krakowie. Jest poetką, pisze i wykonuje piosenki poetyckie oraz improwizowaną muzykę współczesną i dawną.
Wszystkie dzieci Danuty i Bogumiła Bobów pracują bądź pracowały w edukacji. Poza tym Bożena podejmuje tematykę edukacji domowej na konferencjach naukowych.
Danuta Boba mieszkała pod opieką córki w Bielsku-Białej. Zmarła w wieku 103 lat.

### Wyróżnienia
W dniu 15 lutego 2021 Danuta Boba została wyróżniona Medalem Komisji Edukacji Narodowej.
W dniu 7 czerwca 2021 Prezydent Miasta Krakowa wręczył jej odznakę Honoris Gratia.
Podczas XXXVII sesji 18 listopada 2021 Rada Miejska Bielska-Białej nadała jej tytuł Zasłużonej dla Bielska-Białej. Laureatka odebrała dyplom na posiedzeniu Rady Miejskiej Bielska-Białej 3 marca 2022.

## Upamiętnienie
Jest bohaterką filmu dokumentalnego pt. W imię najwyższych wartości o działaniach Danuty i Bartłomieja Marii Bobów o wolność wychowania i edukacji dzieci w PRL. Film zrealizowano w 2022 według scenariusza i w reżyserii Piotra Augustynka. Historia Bobów została też opisana w książce Magdaleny Giercarz-Borkowskiej pt. Edukacja domowa od tradycji ku współczesności.